# 约热·弗莱雷
约热·弗莱雷（1968年2月27日—），斯洛文尼亚男子田径运动员。他曾代表斯洛文尼亚参加2008年和2012年夏季残疾人奥林匹克运动会田径比赛，其中2008年夏季残奥会获得一枚银牌。